# Subpixel
Pixels van lcd-schermen bestaan uit drie subpixels. De subpixels hebben de kleuren rood, groen en blauw (het RGB-kleursysteem), waarmee de pixel alle kleuren tussen deze drie in kan aannemen. Het oog kan niet waarnemen dat de kleur geel bijvoorbeeld bestaat uit de primaire kleuren rood en groen. De subpixels zijn hier namelijk te klein voor.
Normaal gesproken worden subpixels niet afzonderlijk gebruikt, maar werken samen om de pixel een goede kleur te laten krijgen.
Bij bijvoorbeeld anti-aliasing worden subpixels echter wel afzonderlijk gestuurd, zodat er een minder kartelig beeld ontstaat.